# Mercedes-Benz O407
Mercedes-Benz O407 — серия пригородных автобусов Mercedes-Benz, серийно выпускавшихся с 1987 по 2001 год на основе Mercedes-Benz O405. Являлась заменой серии Mercedes-Benz O307. Существует также экскурсионная версия, известная как Mercedes-Benz O408.

## Информация
O407 имеет общую длину 11,9 метра (11,5 м на O405) и более высокий пол для дополнительных багажных отделений.
Внешне стандартное исполнение O407, помимо больших размеров, можно увидеть на узком переднем входе с одностворчатой наружной распашной дверью и задней двустворчатой наружной распашной дверью. Также заметно большое цельное переднее стекло с узким однострочным индикатором цели движения и боковыми воздухозаборниками, которое позже было установлено в O405 на заказ; но также были изготовлены автобусы с разделённым передним стеклом. Кроме того, можно было заказать широкий двухстрочный индикатор цели движения.
Автобус Mercedes-Benz модели O407 был изготовлен исключительно как пригородный автобус с высоким полом. Вход, суженный одностворчатой передней дверью, имел ступени, обращённые к центральному проходу Mercedes-Benz O307, а также соответствовал высоте пола и оконным разделителям серии O405.
Модель также имеет сходство с автобусом под названием „O 407 N“, который представляет собой конструктивно неизменённый O405 N с изменённой заводской табличкой. Отличительной чертой являются колёсная база и более высокий пол. Поэтому также позже разработанный автобус с низким полом носил обозначение O 405 NÜ. Различные фасады, расположение дверей или пассажирских сидений также были совместимы друг с другом на предыдущих моделях O305/O307.
Автобусы предлагались с дизельными двигателями мощностью 240 л. с. (с 1989 года — 250 и 299 л. с.). В стандартной комплектации была установлена 5-ступенчатая механическая коробка передач типа G O 4/95-5/5, 1. За дополнительную плату была доступна 6-ступенчатая синхронная коробка передач G O 4/105-6/7,2 или четырёхскоростная автоматическая коробка передач Daimler-Benz (W 4 A 110), позднее была доступна пятиступенчатая трансмиссия ZF 5 HP 500.
Как и O405, O407 также был оснащён кондиционером и тормоз-замедлителем. На заводе предлагались три варианта сидений, которые имели в качестве основы пластиковое сиденье с оболочкой, которое можно было заказать на трёх уровнях комфорта (K1-K3), либо с тонкими мягкими подушками для сидений и спинок, либо с полной обивкой. Обычно для последнего использовалась замшевая ткань. На O407 в основном была выбрана более удобная подушка из-за средней продолжительности поездки, по сравнению с движением по городскому маршруту. В более поздних моделях также предлагалось так называемое «высокопрочное кресло» от O408. Пассажирские сиденья могли быть дополнительно установлены на пьедесталах в пассажирском салоне. Mercedes-Benz O407 имел продольные багажные полки под крышей над сиденьями, которые также можно было заказать для O405.
В 1992 году O407 получил рестайлинг. Двери теперь были застеклены до пола, интерьер теперь был выполнен в сером, а не светло-коричневом оттенке, также были установлены большие люки на крыше, используемые в качестве аварийных выходов.
Между тем, O407 обычно встречается только в частных автобусных компаниях, которые часто приобретали его у региональных транспортных компаний. В обычных регулярных перевозках эти транспортные средства используются редко, потому что тендеры на транспортные услуги часто требуют ограниченного максимального возраста или доступности транспортных средств в качестве условия награждения. Благодаря своей прочности и ещё более традиционной технологии, O407 являются экспортными.

## Эксплуатация в России
Около 58 автобусов Mercedes-Benz O407 эксплуатировалось в подмосковной компании Мострансавто.